# Arborn
Arborn is een plaats in de Duitse gemeente Greifenstein (Hessen), deelstaat Hessen, en telt 611 inwoners (2006).